# Hierochthonia alexandraria
Hierochthonia alexandraria là một loài bướm đêm trong họ Geometridae.